# Halecium halecium
Halecium halecium är en nässeldjursart som först beskrevs av Carl von Linné 1758.  I den svenska databasen Dyntaxa används istället namnet Halecium halecinum. Halecium halecium ingår i släktet Halecium och familjen Haleciidae. Arten är reproducerande i Sverige. Inga underarter finns listade i Catalogue of Life.